# Kürəkçay
Kürəkçay – rzeka w Azerbejdżanie. Bierze początek na wysokości 3100 m n.p.m. w Małym Kaukazie. Płynie wzdłuż północno-wschodnich stoków tego pasma górskiego. Jest prawostronnym dopływem Kury, do której uchodzi na wysokości 18 m n.p.m.
Rzeka ma 126 km długości. Zlewnia zajmuje powierzchnię 2080 km².